# Monstre del llac Ness

Suposades formes dels albiraments del monstre del Llac Ness

El monstre del llac Ness, anomenat popularment Nessie, és una criatura llegendària que suposadament viu al llac Ness, un profund llac d'aigua dolça a prop de la ciutat d'Inverness. Se'l sol considerar un monstre de llac. Juntament amb el Bigfoot i el Ieti, Nessie és possiblement el misteri més difós de la criptozoologia. La majoria de científics i altres experts afirmen que les proves que donen suport a l'existència de Nessie no són convincents, i consideren que aquests informes són fraus o identificacions errònies de criatures reals. Si existeix, és possible que fos un rèptil marí, tot i que ja es podria haver extingit.
La versió tradicional del monstre, abans que es fessin conegudes les restes fòssils de grans rèptils, era de fet la d'un cavall.

## Orígens

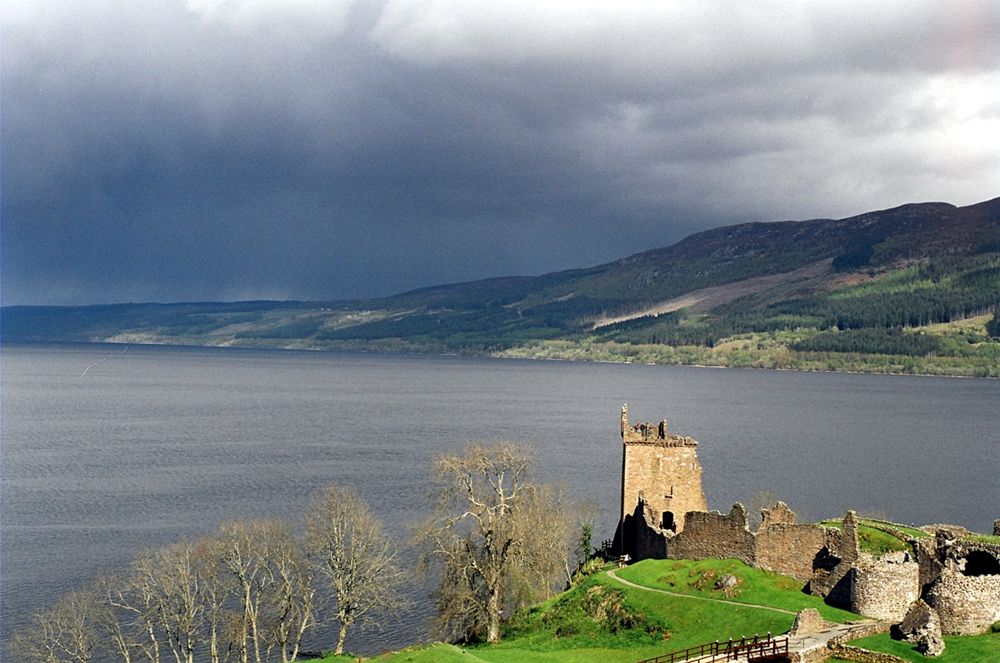
El llac Ness, Escòcia

El terme "monstre" va ser aplicat per primera vegada a la criatura per Alex Campbell, l'agutzil del llac i periodista, el maig de 1933 en un informe a l'Inverness Courier. El 4 d'agost de 1933, el mateix diari va publicar com a notícia completa la declaració de Londres, George Spicer, que afirmava que ell i la seva esposa, mentre circulaven amb moto al voltant del llac unes setmanes abans, havien vist: 
| « | el més semblant a un drac o animal prehistòric que he vist en la meva vida. | » |

Segons les seves afirmacions el monstre va travessar la carretera en direcció al llac portant "un animal" a la boca. A partir de llavors el Courier va començar a publicar cartes, sovint anònimes, amb testimonis d'avistaments del monstre dins o fora del llac, ja sigui per part del signant de la carta, d'algú de la seva família, coneguts o recordant històries que el firmant havia sentit explicar.
Aquestes històries van arribar aviat a la premsa general, en la qual es descriu un "peix monstre", "serp marina" o "drac", i eventualment ja s'anomena "monstre de Llac Ness". El desembre de 1933 es va publicar la primera fotografia, presa per Hugh Gray, del suposat monstre al The Daily Express. Poc després el cas de la criatura va rebre suport oficial, quan el Secretari d'Estat d'Escòcia va ordenar a la policia de preveure possibles atacs del monstre. El cas va cobrar més interés encara l'any 1934 pel que s'ha conegut com "la fotografia del cirurgià" (The Surgeon's Photograph). El mateix any RT Gould va publicar un llibre, el primer d'una sèrie que descriuen la investigació personal de l'autor i de la recopilació de documentació addicionals anterior a l'estiu de 1933.

## Teories sobre el seu origen

### Plesiosaure

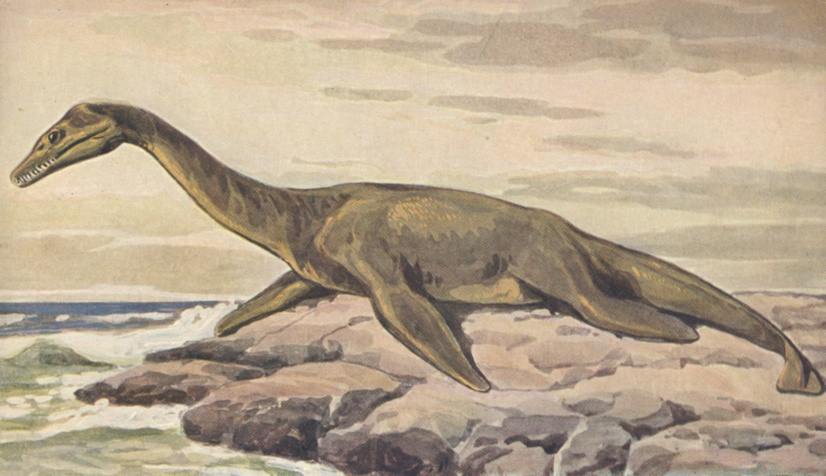
Plesiosaure

La majoria de les descripcions modernes sobre l'aspecte del monstre indiquen que existiria una criatura que s'assemblaria als extints plesiosaures, unes criatures aquàtiques prehistòriques. Així, la descripció moderna que se li dona normalment seria similar a la qual presenten els fòssils de plesiosaure pertanyents a l'era mesozoica; que indiquen que aquest animal prehistòric va haver de ser un animal físicament enorme, amb un coll allargat, un cap petit i dos parells d'aletes de propulsió sota l'aigua. La debatuda hipòtesi de la connexió dels plesiosaures amb el monstre del Llac Ness va fer que es convertís en un assumpte popular en l'inici del camp de la criptozoologia. No obstant això, els científics i, fins i tot, actualment també la gran majoria dels criptozoics suggereixen que la hipòtesi que el monstre del Llac Ness recordi a un plesiosaure és quelcom que es presenta altament inversemblant.
Entre les raons donades destaquen:
- Es necessitaria tenir una colònia de criança de tals criatures perquè poguessin experimentar una supervivència a llarg termini, i, juntament amb el fet que els plesiosaures necessitaven emergir a la superfície per respirar, això donaria lloc a albiraments més freqüents dels quals s'han divulgat en l'actualitat.
- Molts biòlegs també assenyalen que el llac Ness no és prou gran o productiu per tenir una biomassa que pugui mantenir, fins i tot, a una família petita d'aquestes criatures.
- D'altra banda, el llac va ser originat com el resultat d'una glaciació geològica recent i va estar en estat sòlid i congelat durant l'era del gel.

Malgrat tot això, molts criptozoics argumenten que el Llac Ness és un llac amb sortida al mar durant certa època de l'any i que, potser, la criatura no sigui nadiua del llac mateix.

### Un altre animal
A més, altres notícies de visions no concorden amb la descripció del plesiosaure ni amb cap altra criatura aquàtica: a l'abril de 1923, Alfred Cruickshank va afirmar haver vist una criatura de 3 a 3,5 m de llarg amb un llom arquejat, similar a un elefant, que creuava la carretera davant seu mentre conduïa el seu cotxe.

## Història

### Sant Columba (seglevi)
El primer informe d'un monstre associat a les proximitats del Llac Ness apareix en la vida de Sant Columba per Adomnán, escrita el segle setè. D'acord amb Adomnán, un monjo irlandès Sant Columba estava a la terra dels pictes amb els seus companys, quan es va trobar amb els vilatans enterrant a un home pel riu Ness.
Van explicar que l'home havia estat nedant pel riu, quan va ser atacat per una "bèstia d'aigua" que l'havia mutilat i l'havia arrossegat cap al fons. Ells van tractar de rescatar-ho d'un vaixell, però només van ser capaços d'arrossegar el seu cadàver.
En sentir això, Columba va sorprendre els pictes en enviar al seu seguidor, Luigné moccu Min, a creuar nadant el riu. La bèstia li sortí al darrere, però Columba va fer el senyal de la creu i va manar a la bèstia detenir-se immediatament. Els dos homes de Columba i els pictes pagans van lloar a Déu pel miracle.
Els creients en el monstre del Llac Ness sovint apunten a aquesta història, que sobretot es duu a terme en el riu Ness en comptes del mateix llac, com a evidència de l'existència de la criatura ja al segle sisè. No obstant això, els escèptics qüestionen la fiabilitat de la narració.
Prenent nota que les històries de la bèstia d'aigua eren molt comunes en la vida dels sants medievals.
A més, en un article per la criptologia, AC Thomas assenyala que fins i tot si hi hagués una mica de veritat en la història, es podria explicar racionalment com una trobada amb una morsa o una criatura similar que hauria nedat en el riu. R. Binns reconeix que aquest relat és el més seriós del primers suposats albiraments del monstre, però sosté que totes les altres reclamacions dels albiraments de monstres abans de 1933 són molt dubtoses, i no demostren que hi hagués una tradició del monstre abans d'aquesta data.

### Spicers (1933)
L'interès modern en el monstre va ser provocat el 22 de juliol 1933, quan George Spicer i la seva esposa van veure "una forma més extraordinària d'animals creuar el carrer davant del seu cotxe”.
Es va descriure la criatura com un cos gran (prop de 4 peus (1 m) d'alt i 25 peus (8 m de llarg), i el coll llarg i estret, lleugerament més gruixut que la trompa d'un elefant i més ample dels 10-12 peus (3.4 m) de la carretera, en el coll hi havia una sèrie d'ondulacions. Ells no van veure extremitats, possiblement a causa d'una caiguda en el camí va provocar que la part inferior de l'animal s'ocultés en el camí cap al llac, 20 metres (20 m), deixant només un rastre de mala herba trencada al seu pas.
L'agost de 1933 un motociclista anomenat Arthur Grant va afirmar que gairebé va copejar a la criatura mentre s'aproximava a Abriachan en la costa nord-est, al voltant d'1 am en una nit de lluna plena. Grant va afirmar que va veure un cap petit unit a un coll llarg, i que la criatura ho va veure i va travessar la carretera de nou cap al llac. Un estudiant de veterinària, ho va descriure com un híbrid entre una foca i un plesiosaure. Grant va dir que ell va desfer el seu camí i va seguir fins al llac, però només va veure les ondulacions.
No obstant això, alguns creuen que aquesta història va ser pensada com una explicació humorística d'un accident de motocicleta.
Observacions esporàdiques de la terra va continuar fins a 1963, quan la pel·lícula de la criatura va rebre un tret en el llac a una distància de 4 quilòmetres. A causa de la distància a la qual es va rodar que ha estat descrit com de baixa qualitat.

### Cap de policia William Fraser (1938)
El 1938, el cap de policia d'Inverness Shire, William Fraser va escriure una carta dient que no dubtava que el monstre existia. En la seva carta expressava la seva preocupació per una partida de caça que havia arribat armada amb una arma, concretament un arpó, fabricada expressament, i que estava decidida a capturar el monstre "viu o mort". Creia que el seu poder per protegir el monstre dels caçadors era "molt dubtós". La carta va ser publicada pels Arxius Nacionals d'Escòcia el 27 d'abril de 2010.

### C. B. Farrel (1943)
Al maig de 1943, Farrel CB del Reial Cos d'Observadors de les quals suposadament es va distreure de les seves funcions per un albirament de Nessie. Ell va afirmar que havia estat a uns 250 metres (230 m) de distància d'un ull gran, d'una criatura amb 'aletes', que tenia un cos de 20 a 30 peus (6 a 9 m) de llarg i un coll que sobresortia uns 4 -5 peus (1,2-1,5 m) fos de l'aigua.

### Sonar de contacte (1954)
El desembre de 1954, un contacte estrany de sonar va ser fet pel vaixell de pesca rival III. La tripulació del buc observà lectures de sonar d'un objecte gran amb el vaixell a una profunditat de 480 peus (146m). Es va detectar un viatge de mitja milla (800m) d'aquest, abans que es va perdre el contacte, però es va trobar de nou més tard. Molts intents s'han fet amb el sonar abans, però la majoria eren dubtosos o negatius.

## Fotografies i pel·lícules

### "La fotografia del cirurgià" (1934)

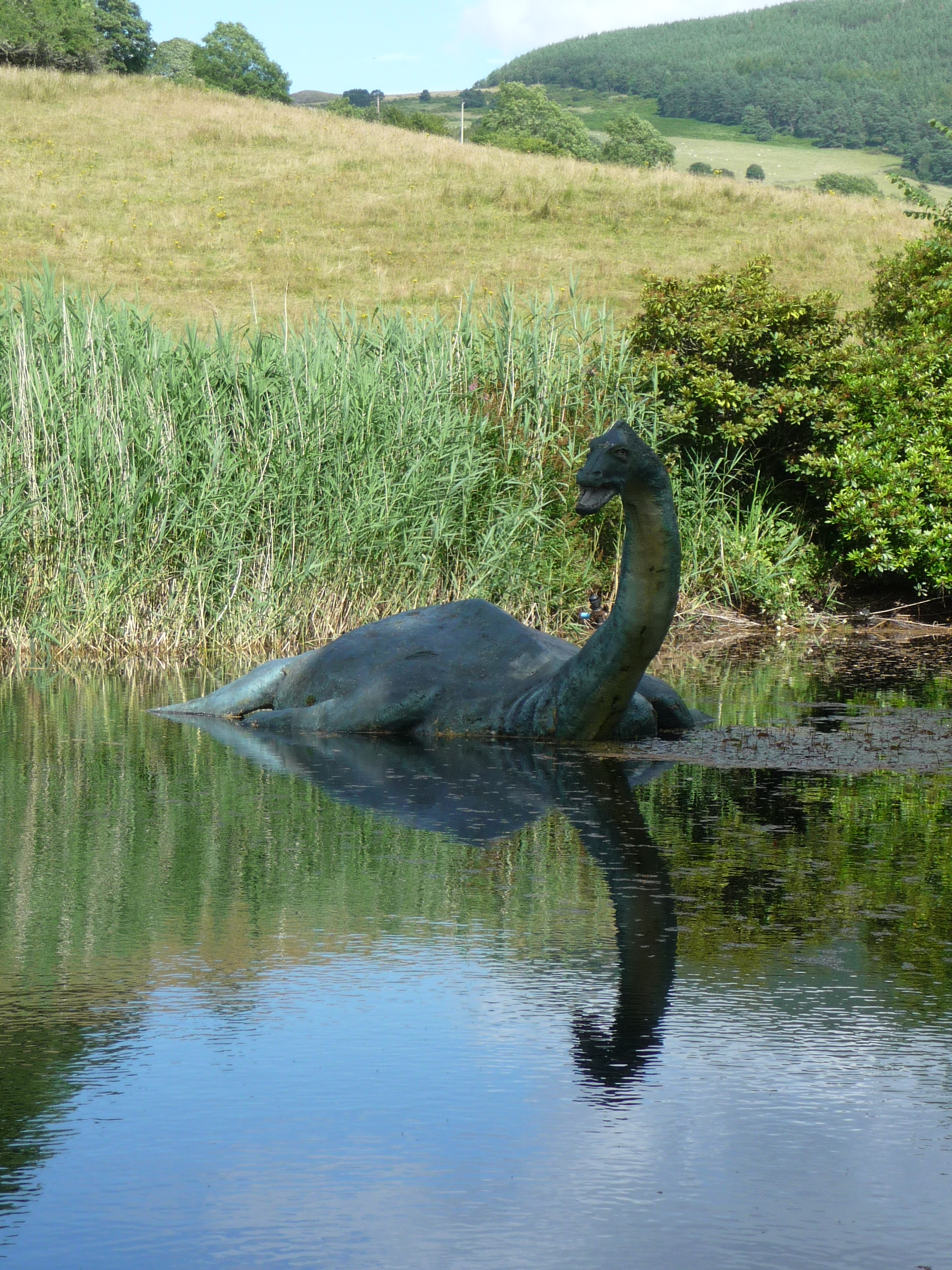
"Plesiosaure"

Una de les imatges més icòniques de Nessie es coneix com La fotografia del cirurgià. La seva importància és deu al fet que era la primera i única fotografia de l'evidència d'un "cap i el coll" (totes les altres eren fotografies falses). Dr Wilson, estava contemplant el llac quan va veure el monstre, així que va agafar la seva càmera i va fer cinc fotos.
Després de la pel·lícula que es va fer, només dues afirmacions van ser clares. La primera foto (la més publicada) mostra el que es deia, que era un petit cap i també es veu l'esquena del suposat monstre. La segona, una imatge borrosa que va atreure poca publicitat, ja que era difícil d'interpretar. La imatge va ser revelada originalment com una falsificació en el Sunday Telegraph en el 7 de desembre de 1975. Suposadament feta per Robert Kenneth Wilson, un ginecòleg londinenc, i publicada al Daily Mail el 21 d'abril de 1934. Wilson es nega a tenir el seu nom associat amb la fotografia que es va començar a anomenar La fotografia del cirurgià. Les ones estranyament petites de la foto fan que es plantegi la mida i a la forma del suposat monstre, ja que les ones, en comparació amb el monstre, fan que es plantegi si la fotografia és falsa o no (vista de prop). Si s'analitza la imatge original sense retallar encara planteja més dubtes. Un any abans que l'engany fos revelat, els realitzadors de “Discovery Communications's documentary Loch Ness” varen descobrir, mentre analitzen la imatge sense retallar, un objecte blanc que era visible en totes les versions de la foto, incloent en el negatiu. "Sembla que és la font d'ones en l'aigua, com si el suposat monstre estigués remolcat per alguna cosa", va dir el narrador. "Però no es pot excloure la possibilitat que fos una taca en el negatiu", va continuar.
Tim Dinsdale s'oposa també a l'afirmació de la fotografia com una broma en el seu llibre “Loch Ness Monster”. Afirma que va estudiar la fotografia amb tanta freqüència de tantes maneres diferents que ell era capaç de distingir objectes que provaven que la fotografia no era un engany. Ell indicava que "després d'un examen de molt a prop, hi havia certes característiques de la imatge bastant fosques que tenen un profund significat". Dos dels punt foscos són els següents: un objecte sòlid sortint de la part dreta del coll, i a l'esquerra i al darrere del coll hi ha una altra marca d'algun tipus. Després de fer aquesta afirmació, Dinsdale va discutir que era massa difícil dir què eren aquells objectes, però això només provava que podria ser part del monstre. D'acord amb Dinsdale, els objectes eren part d'una falsificació molt subtil o realment part del monstre. A més, emfàticament deia que això era una part d'un animal submarí (el coll). Tots els fets demostren que és possible que aquesta fotografia no sigui una falsificació, d'acord amb Tim Dinsdale.
Alastair Boyd, un dels investigadors que van descobrir l'engany, argumentà que el monstre del llac Ness és real, i que tot i la famosa foto va ser un engany, això no vol dir que totes les fotografies, informes de testimonis presencials, i gravacions del monstre estiguessin bé. Ell afirmà que també l'havia vist, i també sosté que la foto no és falsa, una bona raó per acomiadar informes de testimonis i altres proves.

### Pel·lícula de Taylor (1938)
En 1938, G.I. Taylor, un turista de Sud-àfrica, va filmar en el llac durant tres minuts en la pel·lícula de 16 mm color, que estava en possessió de Maurice Burton. No obstant això, Burton es va negar a mostrar la pel·lícula als investigadors del llac Nes. Una sola imatge va ser publicada en el seu llibre El monstre elusiu, abans de retirar-se. Roy P. Mackal, un biòleg i criptozoòleg, va declarar que el marc va ser "proves positives". Més tard, es va demostrar també a l'Institut Nacional d'Oceanografia, ara conegut com el Centre Nacional d'Oceanografia de Southampton.

### Pel·lícula de Dinsdale (1960)
En 1960, l'enginyer aeronàutic Tim Dinsdale va filmar un gep que creuava l'aigua en sentir una forta trucada, a diferència de la d'un vaixell. Jaric va declarar que l'objecte era "probablement animat". Uns altres es van mostrar escèptics, dient que el "gep" no es pot descartar com un vaixell i va afirmar que quan s'augmenta el contrast d'un home es pot veure un vaixell.
En 1993 Discovery Communications va fer un documental anomenat La descoberta del Llac Ness que va oferir un millorament digital de la pel·lícula de Dinsdale.
Un expert en informàtica que va millorar la pel·lícula explica que apareix una ombra del negatiu que no era gaire evident. Mitjançant la millora i la superposició d'imatges, es va trobar el que semblava, el cos posterior, les aletes posteriors, i 1-2 geps addicional d'un cos-com el plesiosaure.
Va dir que: ".. Abans que veiés la pel·lícula, vaig pensar que el monstre del Llac Ness era un munt d'escombraries; una vegada fet l'augment, no estic tan segur".
Alguns han respost a aquesta conclusió dient que l'angle de la pel·lícula de l'horitzontal, juntament amb l'angle del sol d'aquest dia va fer ombres poc probables sota l'aigua. Els creients afirmen que la forma, podria haver estat l'aigua tranquil·la que va anar per casualitat, però la mateixa font també diu que podria haver-hi un objecte més petit que un gep o un cap.

### Vídeo de Holmes (2007)
El 26 de maig de 2007, Gordon Holmes, un tècnic de laboratori de 55 anys, grava en vídeo del que va dir va ser "aquesta cosa de color negre atzabeja, a uns 45 peus (14 m) de llarg, movent-se bastant ràpid en l'aigua." Adrian Shine, un biòleg marí en el Loch Ness 2000 Center en Drumnadrochit, ha vist el vídeo i els plans per a la seva anàlisi.
Shine també va descriure les imatges com unes entre "les millors imatges vistes mai". BBC Escòcia va fer difusió del vídeo el 29 de maig de 2007. STV Notícies del Nord 'Tonight va emetre les imatges el 28 de maig de 2007 i va entrevistar a Holmes. En aquesta funció, Adrian del Centre del Lac Ness també va ser entrevistat i va suggerir que el material d'arxiu, va mostrar una au llúdria, el segell o l'aigua.
La credibilitat de Holmes ha estat posada en dubte per un article en el lloc web Cryptomundo, que afirma que té un historial d'informes d'albiraments de criatures criptozoològiques, i ven un llibre d'acte-publicació i DVD al·legant proves per a les fades.
El seu vídeo també té altres objectes per a la comparació de grandària. L'equip Monster Quest ha investigat aquest vídeo, així com en l'episodi de televisió "La mort del Lac Ness", en el qual s'examinarà l'evidència que Nessie ha mort, així com altres fotos. En aquest documental, Holmes afirma que va veure a dues criatures. Un informe de CNN notícies va mostrar les imatges i una entrevista amb Gordon Holmes.

## Recerques per trobar a Nessi

### Expedició de Sir Edward Mountain (1934)
Havent llegit el llibre de Gould, Edward Mountain va decidir finançar la investigació adequada. Vint homes amb prismàtics i les càmeres es van posicionar al voltant del llac des de les 9 del matí fins a les 6 del vespre, durant cinc setmanes a partir del 13 de juliol 1934. Unes 21 fotografies van ser preses, encara que no es van considerar decisives. El capità James Fraser treballava com a supervisor de l'observació i fins i tot feia guàrdies fins més tard, el capità Fraser va filmar una pel·lícula el 15 de setembre de 1934 però quan els zoòlegs i professors d'història natural la van veure, van afirmar que l'animal possiblement era una foca grisa.

### Loch Ness Phenomena Investigation Bureau (1962-1972)
Loch Ness Phenomena Investigation Bureau (LNPIB) era una societat basada en el Regne Unit formada el 1962 per Norman Collins, Muntador, R.S.R Fitter, David James, MP, Peter Scott i Constance Whyte per estudiar el llac Ness i per identificar la criatura coneguda com el Monstre del Llac Ness o per afirmar i investigar, les proves dels informes d'aquesta. Aquesta societat es va tancar el 1972. La seva activitat principal va ser veure el llac des de punts de vista diferents, equipats amb càmeres de vídeo que duien lents telescòpiques. De 1965 a 1972 tenien un campament de caravanes i una plataforma principal d'observació a Achnahannet. Aquesta societat estava formada per 1030 membres, dels quals 588 eren del Regne Unit.

### LNPIB sonar estudi (1967-1968)
El professor Gordon D. Tucker, president del Departament d'Enginyeria Electrònica i Elèctrica de la Universitat de Birmingham, Anglaterra, va oferir els seus serveis com a desenvolupador del sonar i expert en el Llac Ness el 1968. El gest va ser part d'un esforç més gran dirigit pel LNPIB des de l'any 1967 fins al 1968, també es van involucrar voluntaris i professionals en diversos camps. Tucker havia triat el Llac Ness com el lloc de prova per a un transductor sonar prototip amb un abast màxim de 800m. El dispositiu es fixa sota l'aigua en el Temple Pier a la Badia d'Urquhart i dirigit cap a la riba oposada, dibuixant d'aquesta manera una xarxa de senyal acústic a l'ample del Llac Ness a través de la qual cap objecte en moviment podia passar desapercebut. Durant el procés de dues setmanes del mes d'agost, diversos objectius animats de 6m de longitud es van identificar en el fons del Llac. L'anàlisi dels perfils de busseig descartaven la possibilitat que hi hagués una criatura estranya. Un breu comunicat de premsa per LNPIB i associats es va referir a les dades del sonar i va acabar la investigació de 1968:
Es va avançar un pas cap endavant durant l'any 1968, com a resultat dels experiments de sonar realitzat per un equip de científics sota la direcció del Sr Gordon Tucker. El Professor Tucker va informar que el sonar de feix fix es va posar en contacte amb grans objectes que es movien de vegades aconseguint velocitats d'almenys 10 nusos (19 km/h). Va arribar a la conclusió que els objectes són clarament animals i va descartar la possibilitat que puguin ser un peix ordinari. Va dir: "L'alta taxa d'ascens i descens fa que sembli molt poc probable que puguin ser un peix. És la temptació de suposar que podria ser el fabulós monstre del Llac Ness”.

### "Grans expedicions" de 1970
Durant l'anomenada "gran expedició" de 1970, Roy Mackal, un biòleg professor de la Universitat de Chicago durant vint anys, va idear un sistema de micròfons submarins que els va col·locar en diferents intervals ideats anteriorment al llarg del llac. A principis d'agost es varen donar instruccions per dur a terme una immersió per instal·lar alguns micròfons submarins a la Badia d'Urquhart amb 210m de profunditat.
Dos van ser instal·lats a profunditats de 300 i 600 peus, és a dir, a 180m. Després de dues nits de gravació, la cinta es va recuperar i es va reproduir davant la LNPIB (Loch Ness Phenomena Investigation Bureau).
Es varen enregistrar un seguit de grinyols d'ocells, i la intensitat dels sons va suggerir que s'havia produït a una major profunditat. A l'octubre es varen enregistrar "cops" i "clics" per un altre micròfon a la Badia d'Urquhart, indicatiu d'una ecolocalització. Seguidament varen ser captats diferents “xiulets turbulents” que suggerien la locomoció de la cua d'una animal aquàtic de grans dimensions Els sorolls havien de ser demostrats abans de donar pas a l'ordre de matar aquella bèstia. Els renous varen cessar quan una embarcació va passar al llarg de la superfície del llac, a prop del micròfon submarí, però tot i això es varen reprendre una vegada que la nau va arribar a una distància segura. En experiments anteriors es va veure que la intensitat dels sorolls eren els més grans, a profunditats de menys de 100 peus (30 m). Els membres de la LNPIB varen intentar comunicar-se amb l'animal produint sons mitjançant la reproducció dels sorolls enregistrats anteriorment, però els resultats foren molt variables. Els sons no mantenien un patró de similitud, per tant, Mackal va dir que molts dels sons gravats eren causa d'altres animals aquàtics.

### L'estudi de Robert Rines (1972, 1975, 2001 i 2008)

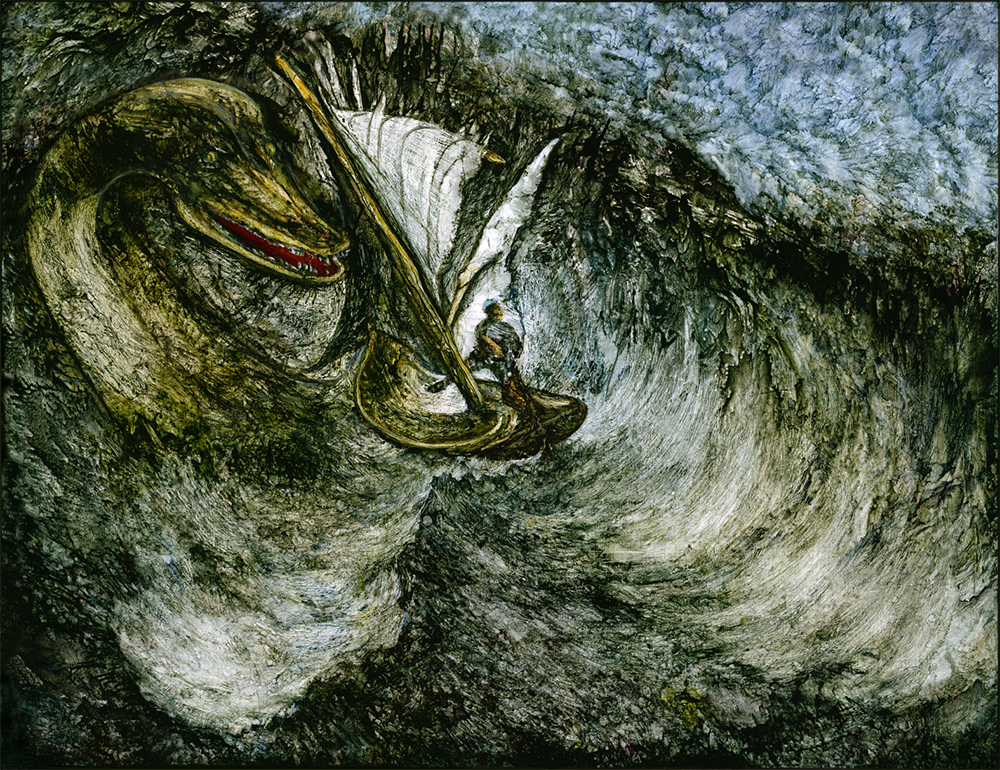
El monstre del llac Ness

A la dècada del 1970, un grup de persones liderades per Robert H. Rines va obtenir algunes fotografies subaquàtiques.
Dues d'aquestes imatges van ser més aviat falses i construïdes, potser d'una aleta romboïdal (encara que alguns han rebutjat la imatge afirmant que són les bombolles d'aire o una aleta de peix). La presumpta aleta va ser fotografiada en diferents posicions, el que indica moviment. Sobre la base d'aquestes fotografies, el naturalista britànic Peter Scott va anunciar el 1975 que el nom científic del monstre seria en endavant Nessiteras rhombopteryx (prové del grec, “El monstre de Ness amb l'aleta en forma de diamant”).
Scott ho va fer amb la intenció que això permetria a Nessie que s'inclogués a un registre britànic de la vida silvestre que estigués en protecció oficial. El polític escocès Nicholas Fairbairn va assenyalar que el nom era un anagrama d'“engany monstre per Sir. Peter Scott”.
Les fotos sota l'aigua es van obtenir, segons els informes, acuradament examinant les profunditats del Llac amb l'activitat subaquàtica inusual.
Rines sabia que l'aigua estava tèrbola i plena de fusta flotant, pel que va posar les precaucions necessàries per evitar-ho. Ho va fer amb una càmera submergible, una llum d'alta potència (necessària per penetrar a les fosques aigües del famós llac Ness) que va ser desplegada per registrar imatges sota de la superfície.
Si es detecta quelcom al passar per davant els llums s'encenen i fan algunes fotos. La majoria d'aquestes fotografies, malgrat la seva qualitat, òbviament tèrbola, deixaven clar que semblen mostrar un animal semblant a un plesiosaure en diverses posicions. Una fotografia semblava mostrar al cap, el coll i la part superior del tors d'un animal, el plesiosaures.
Una fotografia poques vegades representa el que es vol donar a conèixer, en aquest cas el que suggereix és un animal que viu al llac. Una altra foto semblava representar un banyut "cap de gàrgola", d'acord amb la de diversos albiraments del monstre. Els escèptics assenyalen que en un registre, Nessie va ser filmat sota l'aigua, i, més tard, es va donar a llum una sorprenent semblança amb el cap d'una gàrgola.
Alguns primers plans del que seria la criatura amb forma d'aletes de diamant van ser preses en diferents posicions, com si la criatura es mogués. Però la "fotografia flipper" ha estat molt retocada de la imatge original. El Museu de bromes mostra la foto original sense contrast. Un membre de l'equip de Charles Wyckoff va afirmar que algú va retocar la foto per superposar l'aleta, i que l'augment inicial va mostrar una aleta més petita. Ningú està segur de com l'original va arribar a ser millorada.
Al 8 d'agost de 1972, Rines el Raytheon DE-725C va fer sonar la unitat, que funciona a una freqüència de 200 kHz i està ancorat en el Ness a una profunditat de 35 peus (11 m), va identificar un objectiu en moviment.
Especialistes de Raytheon, Simrad (ara Kongsberg Maritime), i hidroacústica, Inc, Marty Klein, del MIT i Associats Klein (productor de Sonar de rastreig lateral), i el Dr Ira Dyer del MIT del Departament d'Enginyeria Oceànica estaven d'acord a examinar les dades i arribar a aquesta conclusió. A més, P. Skitzki de Raytheon va suggerir que les dades mostraven una protuberància. Mackal va proposar que la forma d'aquesta era una "cua aplanada lateralment molt flexible", o forma de dos animals que neden junts.
El 2001, l'Acadèmia Robert Rines de Ciències Aplicades va gravar en vídeo amb una potent forma de V, després de travessar l'aigua en un dia tranquil. L'AAS també va gravar un objecte en el terra del llac, aquest s'assemblava a un cadàver. També trobaren una cloïssa marina, petxines i un fong que normalment no es troben en els llacs d'aigua dolça, aquest fet va suggerir que el llac dona una connexió amb el mar i una possible entrada de Nessie.
El 2008, Rines va exposar la teoria que el monstre potser s'havia extingit, citant la falta de lectures de l'aparell instal·lat al llac i una disminució significativa en relats de testimonis oculars. Rines va emprendre una última expedició a la recerca de restes del monstre, va usar l'aparell de sondejos i una càmera submergibles per tal d'intentar trobar un cadàver. Rines creu que la criatura es pot haver extingit, mort o escapat a causa dels canvis de temperatura a conseqüència de l'escalfament global.

### Operation Deep Scan (1987)
L'any 1987, l'Operació Deepscan es va dur a terme. Vint-i-quatre vaixells van ser preparats amb equipaments d'ecosonda que es desplegaren a tot l'ample del llac i, simultàniament, va enviar ones acústiques. BBC News va informar que els científics havien posat al sonar un objecte gran, no identificat, de mida inusual i de gran força. Els investigadors van decidir tornar al mateix lloc i tornar a explorar l'àrea. Després d'analitzar les imatges de l'ecosonda, que semblaven apuntar que eren les deixalles que es trobaven al fons del llac, encara que tres de les fotos eren de la runa en moviment.
Darrell Lowrance, expert en sonars i fundador de Lowrance Electronics, va donar un nombre d'unitats d'ecosonda utilitzat durant l'operació Deepscan. Després d'examinar les dades de l'ecograma, específicament el retorn del sonar, revelen un gran objecte en moviment a prop d'Urquhart Bay a una profunditat de 600 peus (180 m), Lowrance, va dir: "Aquí hi ha alguna cosa que no entenem, i hi ha alguna cosa aquí que és més gran que un peix, potser algunes espècies que no s'ha detectat abans. Jo no ho sé".

### Descobriment del llac Ness (1993)
El 1993 Discovery Communications va començar a investigar l'ecologia del llac. L'estudi no es va centrar exclusivament en el monstre, però sí en els nematodes (dels quals una nova espècie va ser descoberta) i el peix. Esperant a trobar una població de peixos petits, els investigadors van capturar vint peixos d'una vegada, l'augment de les estimacions prèvies de la població de peixos al llac va ser al voltant de nou vegades.
Gràcies a l'ús del sonar, l'equip va trobar una mena de pertorbació sota l'aigua (anomenat seiche) a causa de l'energia emmagatzemada (com d'un vent), provocant un desequilibri entre les capes més càlides i més fredes del llac (coneguda com a termoclina). En revisar les impressions de l'esdeveniment a l'endemà, van trobar el que semblava ser tres contactes de sonar, cadascuna seguida per un deixant de gran abast. Aquests esdeveniments es desplegaren, mostrats més endavant en un programa anomenat Loch Ness Discovered, juntament amb l'anàlisi i les millores de la pel·lícula del 1960 Dinsdale, fotografia del cirurgià i la de Flipper Rines.

### La BBC a la recerca del Monstre del llac Ness (2003)
L'any 2003, la BBC va patrocinar una recerca completa del llac amb 600 feixos del sonar per separat i seguiment per satèl·lit. Hi tenia prou resolució per recollir una petita boia. No es va trobar cap tipus d'animal de mida considerable, i malgrat grans esperances, els científics involucrats en l'expedició van admetre que provar l'existència del monstre del Llac Ness era un mite.

## Errors amb la identificació d'objectes inanimats o efectes

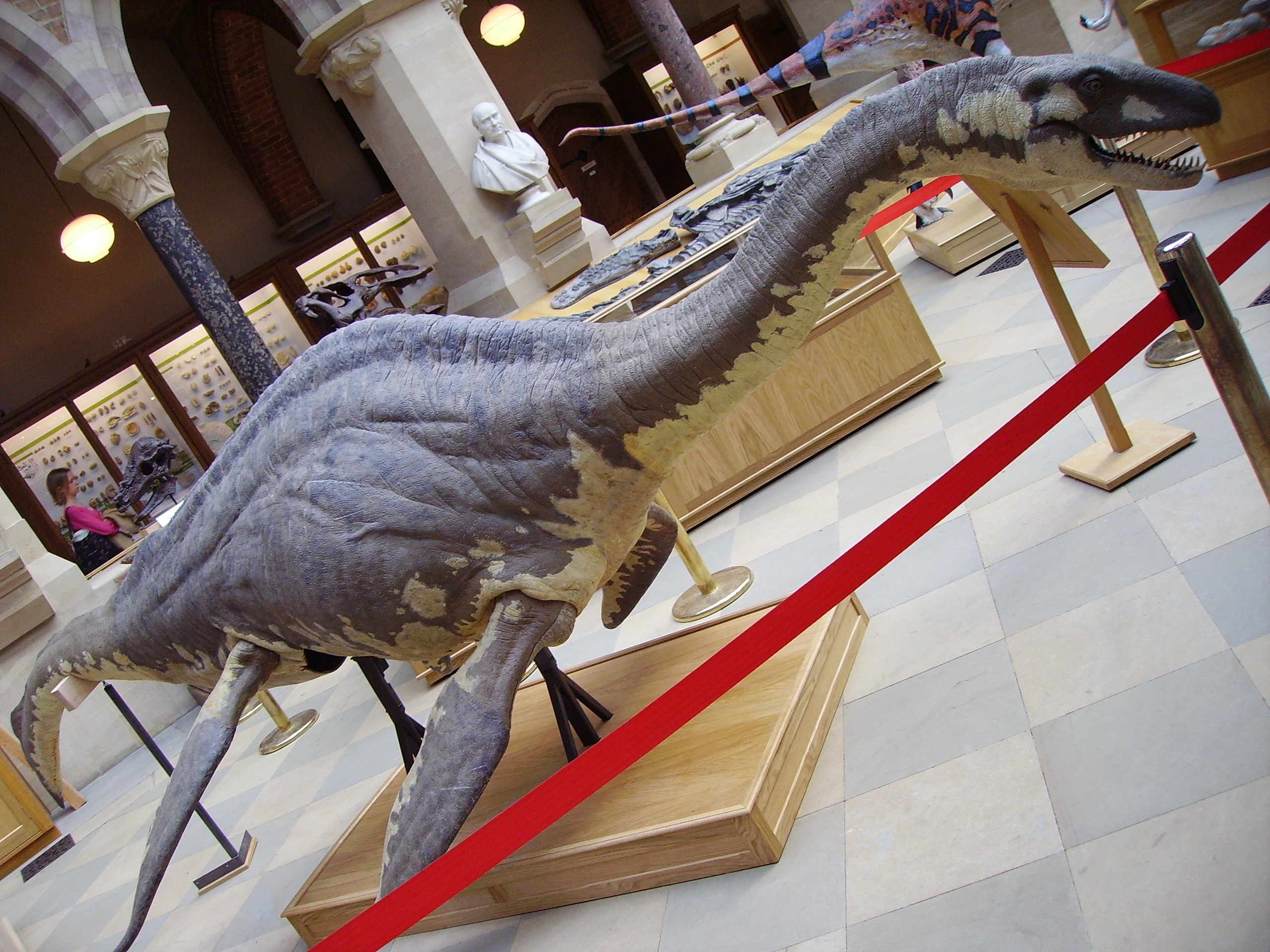
Cryptoclidus

L'any 1933 el Daily Mirror va mostrar una foto amb la següent llegenda "Aquest objecte estrany amb forma de tronc d'arbre, va arribar a la riba de Foyers i es creu que és el responsable de l'aparició o la formació del "monstre". L'any 1982 una sèrie d'articles per a la revista New Scientist va proposar que els albiraments de Nessie i d'altres criatures similars, en realitat podrien haver estat la fermentació dels registres de pi silvestre pujant a la superfície de les aigües fredes del llac. Burton, un escriptor d'aquesta revista, va dir que la forma dels troncs s'assemblaven molt a les descripcions diverses que s'han fet dels monstres. Només els llacs amb boscos de pins en les seves costes tenen llegendes de monstres. Les emissions gasoses resultants de la putrefacció dels registres poden causar l'estela d'escuma descrita en alguns albiraments. D'altra banda, hi ha creients que afirmen que a alguns llacs hi tenen "monstres", tot i l'absència de boscos de pins, un exemple notable seria l'irlandès amb els monstres del llac.
A la dècada de 1930, un caçador de caça major anomenat Marmaduke Wetherell va anar al Llac Ness a buscar el monstre. Va afirmar haver trobat algunes empremtes, però quan les empremtes van ser enviades als científics per a l'anàlisi, va resultar que eren petjades d'hipopòtam. Un bromista havia utilitzat un suport per poder fer les empremtes.
El 1972 un equip de zoòlegs de Flamingo Park, Zoo de Yorkshire, havia sortit a la recerca del llegendari monstre i van descobrir un gran cos flotant a l'aigua. El cadàver, va ser de 16-18 peus de llarg i pesà fins a 1,5 tones, qualificat per l'Associació de la Premsa com "un cap d'os" però la policia els va perseguir i es va emportar el cadàver en un acte del Parlament, que prohibeix l'eliminació de les "criatures no identificades" del llac Ness. Però després es va saber que John Shields va enganyar als seus col·legues.
El 2 de juliol de 2003, Gerald McSorely va trobar un fòssil que suposadament pertany a Nessie quan va ensopegar i va caure al llac. Després de l'examen, es va fer evident que el fòssil no era del llac Ness i que havia estat col·locat allà.
El 2004, un equip de documentals per a la cadena de televisió Five, amb experts en efectes especials de pel·lícules, va tractar de fer creure que hi havia quelcom en el llac. Ells van construir un model animatrònic d'un plesiosaure, anomenat "Lucy".
El 2005, dos estudiants van afirmar haver trobat una enorme dent incrustada en el cos d'un cérvol a la vora del llac. Van donar a conèixer la troballa àmpliament, fins i tot la creació d'un lloc web amb l'anàlisi d'experts, però aviat es va revelar que la "dent" era la cornamenta d'un "muntjac".
El 2007, un vídeo que es pretenia mostrar Nessie saltant en l'aire va aparèixer a YouTube. Això va ser revelat per eSkeptic la comunitat escèptica.

## Cultura popular

### Literatura
- La petita història de Leslie Charteris El Monstre convenient (1959, 1962).
- El poeta escocès Edwin Morgan va publicar el poema sonor El monstre del Llac Ness és Song, de la col·lecció 1973 de Glasgow a Saturn.
- The Mysterious Tadpole (traducció al català: El capgròs misteriós) (1977) Steven Kellogg.
- En la petita història de Roger Zelazny, The Horses of Lir (traducció al català: Els cavalls de Lir) (1981).
- The Boggart and the Monster (traducció al català: En Bogart i el monstre)(1997) de Susan Cooper.
- Fantastic Beasts and Where to Find Them (traducció al català: Criatures fantàstiques i on trobar-les) (2001) de J.K. Rowling.
- The Loch (traducció al català: El Llac) (2005) de Steve Alten.
- El tabloide “Weekly World News” informa sovint sobre la criatura.
- Destiny Kills (2009) de Keri Arthur.
- Els arxius Cryptid: Loch Ness (2010) per Jean Flitcroft.
- En el 39 pistes (per Rick Riordan i altres autors) el Llac Ness és en realitat un monstre amb forma de submarí pel Ekaterina.

### Música
- El Sensational Alex Harvey banda va escriure una cançó basada en el monstre del Llac Ness "Aigua Beastie", que es pot escoltar en el seu àlbum de 1978 Trepant de roca.
- Synchronicity II de “The Police” del seu àlbum 1983.
- A l'àlbum Spitting Image, 1986, la cançó Mai he conegut a un bonic Sud-africà.
- El grup Some Velvet Sidewalk inclou una cançó titulada "Loch Ness", en el seu àlbum de 1992 Allau.
- El compositor Guto PUW va escriure la cançó The Loch Ness Monster Song l'any 1998.
- La banda de Rock indie va fer la canço Loch Ness Monster.
- La banda Nord-americana de metal progressiu “Mastodon” tenen una cançó titulada Ol'e Nessie.
- La comèdia de ràdio duo Hudson i Landry va realitzar un esquetx en el qual Landry entrevista a un home alemany anomenat Wolfgang Lauderbach que afirma, entre altres coses, que ell va alimentar el monstre del Llac Ness.
- El raper Nord-americà Eminem es refereix a la criatura en la cançó Cum on Everybody amb Dina Rae en el seu àlbum debut “The Slim Shady LP”.
- El Reial McKenzie, l'àlbum de 2001 “Loch'd i carregat” té una cançó titulada Nessie, que parla sobre les protestes de la captura i recerca de Nessie.